# Шемаєва Ганна Василівна
Шемаєва Ганна Василівна (нар. 22 вересня 1953, с. Дробишеве, Краснолиманський р-н, Донецька обл.) — українська науковиця у галузі соціальних комунікацій, бібліотекознавства та інтелектуальної власності, викладач. Кандидат історичних наук (2000), доктор наук із соціальних комунікацій (2009), професор (2013).

## Біографія
Ганна Василівна Шемаєва народилася 22 вересня 1953 року в селі Дробишеве Донецької області. У 1977 році закінчила бібліотечний факультет Харківського державного інституту культури. Працювала бібліотекарем, завідувачем сектора в бібліотеках Харківського політехнічного (1977—1982) та Українського заочного політехнічного інституту (1982—1989); завідувачем бібліотеки в Науково-дослідному інституті експериментальної і клінічної ветеринарної медицини (1989—1995); директором навчально-методичного інформаційно-бібліотечного центру в Харківській державній зооветеринарній академії. Протягом 1996—2002 років працювала на посаді начальника Наукового інформаційно-бібліотечного центру (НІБЦ) Інституту експериментальної і клінічної ветеринарної медицини.
Напрями наукових інтересів стосуються організації науково-дослідної роботи, особливостей комунікацій в науці, охорони та захисту інтелектуальної власності. 2000 року у спеціалізованій ученій раді Д 26.165.01 Національної бібліотеки України ім. В. І. Вернадського захистила кандидатську дисертацію «Трансформація галузевої інформаційно-бібліотечної системи в умовах інформатизації» (науковий керівник — В. О. Ільганаєва). Офіційними опонентами виступили М. С. Слободяник та Т. П. Павлуша. Присуджено науковий ступінь кандидата історичних наук.
У 2001 році почала працювати на посаді викладача кафедри інформатики Харківського педагогічного університету ім. Г. С. Сковороди. Крім того, за сумісництвом обіймала посади старшого викладача кафедри ветеринарного менеджменту Харківської державної зооветеринарної академії та старшого викладача кафедри соціальних комунікацій Харківської державної академії культури. Викладала навчальні дисципліни: «Інтелектуальна власність», «Організація та методика науково-дослідної роботи», «Теорія соціокультурного проектування», «Система електронних бібліотек та баз даних», «Мультимедійні технології в бібліотеках».
У 2002—2004 роках ― директор навчально-методичного та інформаційно-бібліотечного центру з функцією проректора з інформатизації в Харківській державній зооветеринарній академії. 2003 року організувала навчальну поїздку 14-ти студентів Харківської державної зооветеринарної академії до Німеччини, разом з якими відвідала декілька університетів, бібліотек та музеїв у Берліні, Ганновері та Бонні.
Протягом 2004—2007 років навчалася в докторантурі Харківської державної академії культури. Захистила докторську дисертацію «Бібліотека в системі наукової комунікації: коеволюційні процеси розвитку» (науковий консультант — В. О. Ільганаєва). Присвоєно вчене звання доктор наук із соціальних комунікацій (16 грудня 2009).
Обіймала посаду доцента кафедри бібліотекознавства та соціальних комунікацій Харківської державної академії культури (2004—2011). Відповідала за організацію міжнародних науково-освітніх контактів на факультеті бібліотекознавства та інформатики. Здійснювала науково-інформаційний обмін науково-освітньою інформацією з факультетами та кафедрами провідних університетів Великої Британії, Болгарії, Данії, Італії, Латвії, Німеччини та Польщі. У 2012 році спільно з професором Копенгагенського університету Гансом Ельбесхаузеном (Данія) підготувала статтю, яка опублікована у фаховому виданні України «Вісник Книжкової палати».
У 2010—2017 роках — заступник голови спеціалізованої вченої ради Д 64.807.02 Харківської державної академії культури з правом прийняття до захисту докторських та кандидатських дисертацій за спеціальностями 27.00.03 — книгознавство, бібліотекознавство, бібліографознавство та 27.00.01 — теорія та історія соціальних комунікацій. Член спеціалізованої вченої ради К 26.807.04 Київського національного університету культури і мистецтв з правом прийняття до захисту докторських та кандидатських дисертацій за спеціальністю 27.00.03 — книгознавство, бібліотекознавство, бібліографознавство. У 2013 році присвоєно вчене звання професора.
Науковиця в різні роки входила до складу редколегій українських наукових журналів та збірників: «Вісник Книжкової палати», «Бібліотекознавство. Документознавство. Інформологія», «Вісник Харківської державної академії культури». Є членом Української бібліотечної асоціації та Європейської асоціації бібліотечних працівників VetLib-L.
На 2023 рік викладає у Національному аерокосмічному університеті імені М. Є. Жуковського «Харківський авіаційний інститут».

## Громадська діяльність
1992 року Г. В. Шемаєва була однією із засновників Асоціації сучасних інформаційно-бібліотечних технологій, виконувала обов'язки вченого секретаря. У 1994—2004 роках обіймала посаду Віце-президента Асоціації сучасних інформаційно-бібліотечних технологій. Керівник та головний виконавець науково-дослідного проекту «Створення автоматизованої інформаційно-бібліотечної системи» в межах міжнародної програми «Відродження» (1995). У межах діяльності Асоціації реалізовано багато проєктів, до організації яких долучилася Ганна Василівна: міжнародний проект, у якому 12 бібліотек харківських університетів та науково-дослідних інститутів отримали кошти для підключення до Інтернету в 1996—1997 роках, програмне забезпечення для налаштування автоматизованої бібліотечної мережі, пройшли стажування за кордоном для вивчення провідного міжнародного досвіду. 
Крім того, була керівником і брала участь у підготовці й реалізації локальних та міжнародних проєктів за підтримки міжнародних фондів IREX (1997, 1999), DAAD (2003), TEMPUS/TASIS EU (2001—2004).

## Визнання
- 1997― нагороджена грамотою Президії Української академії аграрних наук.
- 1998 ― нагороджена грамотами Президії Української академії аграрних наук та Харківської обласної державної адміністрації.
- 1999 ― нагороджена грамотами Міністерства культури України та Інституту експериментальної і клінічної ветеринарної медицини.
- 2003 ― нагороджена грамотами Міністерства культури України, Харківського бібліотечного товариства. Рішенням колегії Міністерства аграрної політики України нагороджена знаком «Відмінник аграрної освіти і науки» ІІІ ступеня.
- 2013― нагороджена дипломом XV обласного конкурсу «Вища школа Харківщини ― кращі імена» в номінації «Викладач професійно-орієнтованих дисциплін»[10].

## Основні праці
- Шемаєва Г. Вплив інформаційних технологій на зміст і характер обслуговування в бібліотеках ветеринарного профілю / Г. Шемаєва // Наук. пр. Нац. б-ки України ім. В. І. Вернадського / НАН України, Нац. б-ка України ім. В. І. Вернадського, Асоц. б-к України. — Київ, 2000. — Вип. 5. — С. 211—218.

- Шемаєва Г. Бібліотечна діяльність в інформаційному забезпеченні науки: стратегії розвитку / Г. Шемаєва // Вісн. Кн. палати. — Київ, 2006. — № 9. — С. 17–20.
- Шемаєва Г. Комунікаційні навігатори наукових електронних ресурсів: створення та використання / Г. Шемаєва // Вісн. Кн. палати. — Київ, 2007. — № 5. — С. 32–36.
- Шемаєва Г. В. Електронні ресурси бібліотек України в системі наукових комунікацій: монографія / Г. В. Шемаєва ; М-во культури і туризму України, Харків. держ. акад. культури. — Харків: ХДАК, 2008. — 288 с.

- Вергунов В. А. Трансфер інновацій і його організація у бібліотеках України: навч. посіб. для студ. бібл. спец. вищ. навч. закл. освіти III—IV рівнів акредитації / В. А. Вергунов, В. В. Дерлеменко, Г. В. Шемаєва. — Харків: ХДАК, 2011. — 121 с.
- Шемаєва Г. Модель публічної бібліотеки в сучасній системі соціальних комунікацій / Г. Шемаєва, Х. Ельбесхаузен // Вісн. Кн. палати. — Київ, 2012,  1996. — № 8. — С. 12–15.
- Шемаєва Г. Перспективні напрями розвитку електронних інформаційних ресурсів бібліотек / Г. Шемаєва // Бібл. вісн. — Київ, 2012. — № 3. — С. 3–7.
- Шемаєва Г. В. Інтелектуальна власність: конспект лекцій для студентів вищ. навч. закл. за напрямами підготовки «Культура» та «Мистецтво» / Г. В. Шемаєва. — Харків: ХДАК, 2014. — 267 с.
- Шемаєва Г. В. Система електронних бібліотек та баз даних: теоретико-прикладні аспекти: навч. посіб. / Г. В. Шемаєва. — Харків: Точка, 2014. — 156 с.
- Шемаєва Г. В. Управління якістю бібліотечно-інформаційних електронних ресурсів як умова розвитку національного інформаційного простору / Г. Шемаєва // Наукові праці Національної бібліотеки України імені В. І. Вернадського: [зб. наук. пр.] / НАН України, Нац. б-ка України ім. В. І. Вернадського, Асоц. б-к України. — Київ: [НБУВ], 2015. — Вип. 42. — С. 339—348.
- Шемаєва Г. В. Етапи розвитку наукових комунікацій / Г. В. Шемаєва // Вісник Харківської державної академії культури. Серія: Соціальні комунікації: зб. наук. пр. / М-во культури України, Харків. держ. акад. культури ; [редкол.: В. М. Шейко (відп. ред.) та ін.] ; за заг. ред. В. М. Шейка. — Харків: ХДАК, 2017. — Вип. 50. — С. 24–35.
- Shemaeva H. Content analysis of European library and information science journals / H. Shemaeva, Y. Shevtsova // Technium social sciences journal. — 2020. — Vol. 8. — С. 161—170.
- Галузеві колекції рідкісних видань в університетських бібліотеках / Г. В. Шемаєва, Т. М. Костирко // Рукописна та книжкова спадщина України. — 2022. — Вип. 28. — С. 146–158.